# Castello di Vianino
Il castello di Vianino è un maniero medievale i cui resti sorgono nella frazione di Vianino, appartenente al comune di Varano de' Melegari, in provincia di Parma.

## Storia
L'originaria fortificazione a presidio dell'abitato di Vianino fu innalzata probabilmente nel X secolo; il primo documento che ne menzioni l'esistenza risale infatti al 1001, quando passarono per la località le reliquie di santa Giustina, durante la traslazione da Roma a Piacenza.
Agli inizi dell'XI secolo il territorio apparteneva a Ildegarda, moglie del longobardo Odone; nel 1028 la nobildonna vendette tutte le sue terre, tra cui rientravano anche il paese di Viazzano e il castello di Roccalanzona, al rettore della chiesa di San Pietro di Paderna, che a sua volta nel 1043 le donò al monastero di San Savino di Piacenza, sotto la diretta autorità del vescovo.
Nel 1188 il castello di Vianino, in precedenza infeudato alla famiglia Ardemanni, fu acquistato dal Comune di Piacenza.
Nel 1209 il maniero e il borgo furono assegnati alla famiglia Scarpa, già proprietaria di altri castelli nella zona.
Nel 1382 il signore di Milano Gian Galeazzo Visconti investì del feudo il marchese Galvano Pallavicino.
Nel 1428 il duca di Milano Filippo Maria Visconti inviò le sue truppe, guidate dal capitano di ventura Niccolò Piccinino, contro Manfredo Pallavicino, assaltandone il castello di Pellegrino; il marchese fu arrestato e costretto sotto tortura a confessare di aver congiurato contro il duca, che lo condannò a morte e confiscò tutti i suoi beni; Vianino fu assegnato con Pellegrino al Piccinino, ma nel 1447 gli abitanti si ribellarono e uccisero il suo terzo figlio Angelo. Il feudo fu quindi riassorbito dalla Camera ducale di Milano.
Nel 1481 il duca Gian Galeazzo Maria Sforza donò Vianino al marchese Pallavicino Pallavicini, in occasione delle nozze del primogenito Galeazzo I con Elisabetta, figlia di Tristano Sforza.
Nel 1579 morì il marchese Gerolamo Pallavicino e il maniero fu assorbito dalla Camera ducale di Parma.
Nel 1592 il duca di Parma Alessandro Farnese assegnò il castello ai marchesi Facchinetti, bolognesi; nel 1647 Vianino passò ai marchesi Dalla Rosa Prati, ai quali subentrarono nel 1752 i Fogliani Sforza.
Nel 1805 i decreti napoleonici abolirono i diritti feudali e dell'antico forte, già più volte trasformato e suddiviso, rimase soltanto una torre angolare, acquistata da privati.

## Descrizione

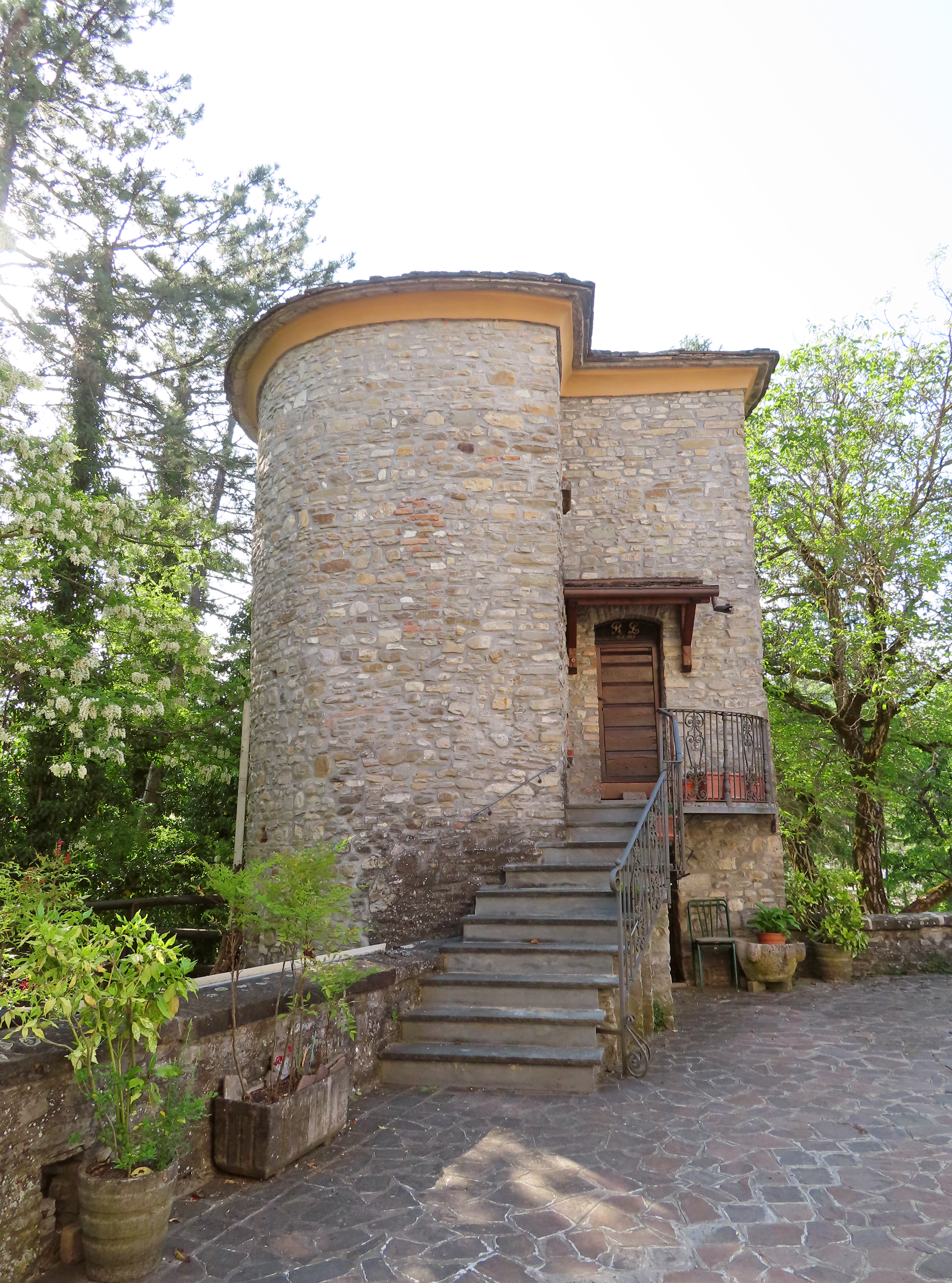
Torre

Dell'antico castello, rimaneggiato e frazionato più volte, oggi rimane soltanto una torre angolare a pianta circolare, posta a strapiombo sul margine del piccolo centro abitato.
La minuta struttura, dalle tipiche forme delle architetture militari piacentine, tra cui in particolare il vicino castello di Varsi, è interamente rivestita in pietra e coperta con un tetto in lastre d'ardesia; sono pochissime le aperture, tutte rivolte verso il borgo, a dimostrazione del carattere pressoché difensivo dell'edificio; la porta d'accesso ad arco ribassato è raggiungibile attraverso una scaletta.